# Anaxarcha
Anaxarcha är ett släkte av bönsyrsor. Anaxarcha ingår i familjen Hymenopodidae.
Kladogram enligt Catalogue of Life:
| Anaxarcha | \| \| Anaxarcha acuta \| \| \| \| \| \| Anaxarcha graminea \| \| \| \| \| \| Anaxarcha hyalina \| \| \| \| \| \| Anaxarcha intermedia \| \| \| \| \| \| Anaxarcha limbata \| \| \| \| \| \| Anaxarcha pulchella \| \| \| \| \| \| Anaxarcha pulchra \| \| \| \| \| \| Anaxarcha sinensis \| \| \| \| \| \| Anaxarcha tianmushanensis \| \| \| \| \| \| Anaxarcha zhengi \| \| \| \| |
|           | \| \| Anaxarcha acuta \| \| \| \| \| \| Anaxarcha graminea \| \| \| \| \| \| Anaxarcha hyalina \| \| \| \| \| \| Anaxarcha intermedia \| \| \| \| \| \| Anaxarcha limbata \| \| \| \| \| \| Anaxarcha pulchella \| \| \| \| \| \| Anaxarcha pulchra \| \| \| \| \| \| Anaxarcha sinensis \| \| \| \| \| \| Anaxarcha tianmushanensis \| \| \| \| \| \| Anaxarcha zhengi \| \| \| \| |
|           | Anaxarcha acuta |
|           | |
|           | Anaxarcha graminea |
|           | |
|           | Anaxarcha hyalina |
|           | |
|           | Anaxarcha intermedia |
|           | |
|           | Anaxarcha limbata |
|           | |
|           | Anaxarcha pulchella |
|           | |
|           | Anaxarcha pulchra |
|           | |
|           | Anaxarcha sinensis |
|           | |
|           | Anaxarcha tianmushanensis |
|           | |
|           | Anaxarcha zhengi |
|           | |